# 초과산화물
초과산화물(superoxide, hyperoxide)은 O2-를 포함하는 화합물이다. 산화수는 -1/2이다.
산화수가 -1인 과산화물(peroxide) O22-와는 다르다.

## 같이 보기
- 산소
- 오존화물
- 과산화물
- 산화물
- 안티마이신 A
- 파라콰트